# Karaghiosis
Pour les articles homonymes, voir Karagheuz (homonymie).
Karaghiózis ou Karagheuz (grec moderne : Καραγκιόζης) est le personnage central du théâtre d'ombres grec et turc auquel il a donné son nom ; celui-ci vient du turc Karagöz qui signifie l’œil noir. Il représente un Grec vivant dans l’Empire ottoman. Il vit pauvrement dans une cabane, marche pieds-nus et habite en face du palais du vizir. Par extension, Karaghiósis fait référence à l’ensemble du théâtre d’ombre.

## Origines
L’art du théâtre d’ombre est d’origine orientale. Il existe plusieurs théories concernant l’apparition et la diffusion de celui-ci au Moyen-Orient, et il semble qu’il soit devenu populaire chez les Turcs musulmans au XVIe siècle.
Son arrivée en Grèce et son hellénisation datent de la fin du XIXe siècle et eurent lieu à Patras grâce au marionnettiste Dimítrios Sardoúnis ou Mímaro (1865-1902).

## Le Karaghiosis en Grèce au XXesiècle
Evgénios Spatháris (1924-2009) a popularisé le karaghiosis avec la création de son théâtre à Maroussi au nord d'Athènes et surtout grâce à ses apparitions régulières lors de l'émission consacrée au Karaghiosis à partir de 1980 sur la télévision publique grecque.

## Personnages
- Karaghiosis (Καραγκιόζης) : le personnage principal
- Aglaïa (Αγλαΐα) : sa femme
- Kollitíri (Κολλητήρι), Koprítis (Κοπρίτης) et Pitsikókos (Πιτσικόκος) : ses trois enfants (appelés collectivement Kollitíria - Κολλητήρια lorsqu'il les appelle ensemble)
- Bárba-Yórgos (Μπάρμπα-Γιώργος) : son oncle, qui représente le Grec des montagnes, étranger aux modes urbaines ; il est rouméliote
- Khatziavátis (Χατζηαβάτης) : un ami turc
- Stav́rakas (Σταύρακας) : un manga
- Sior Dhionísios (Σιορ Διονύσιος) : un habitant de Zante, à l'accent ionien
- Morphoniós (Μορφονιός) : un homme nanti d'un nez énorme, qui croit être beau
- L’Hébreu (Εβραίος) : un riche juif
- Veligékas (Βελιγκέκας) : le gardien du sérail, qui frappe Karaghiósis chaque fois qu'il essaye d'y entrer
- le vizir (Βεζύρης)
- la fille du vizir (κόρη του Βεζύρη)

## Galerie

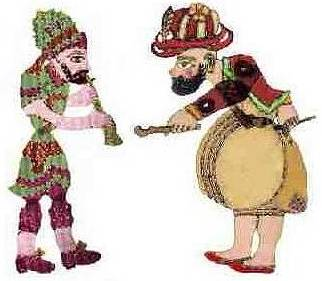
Karaghiózis et Khatziavátis (Turquie)
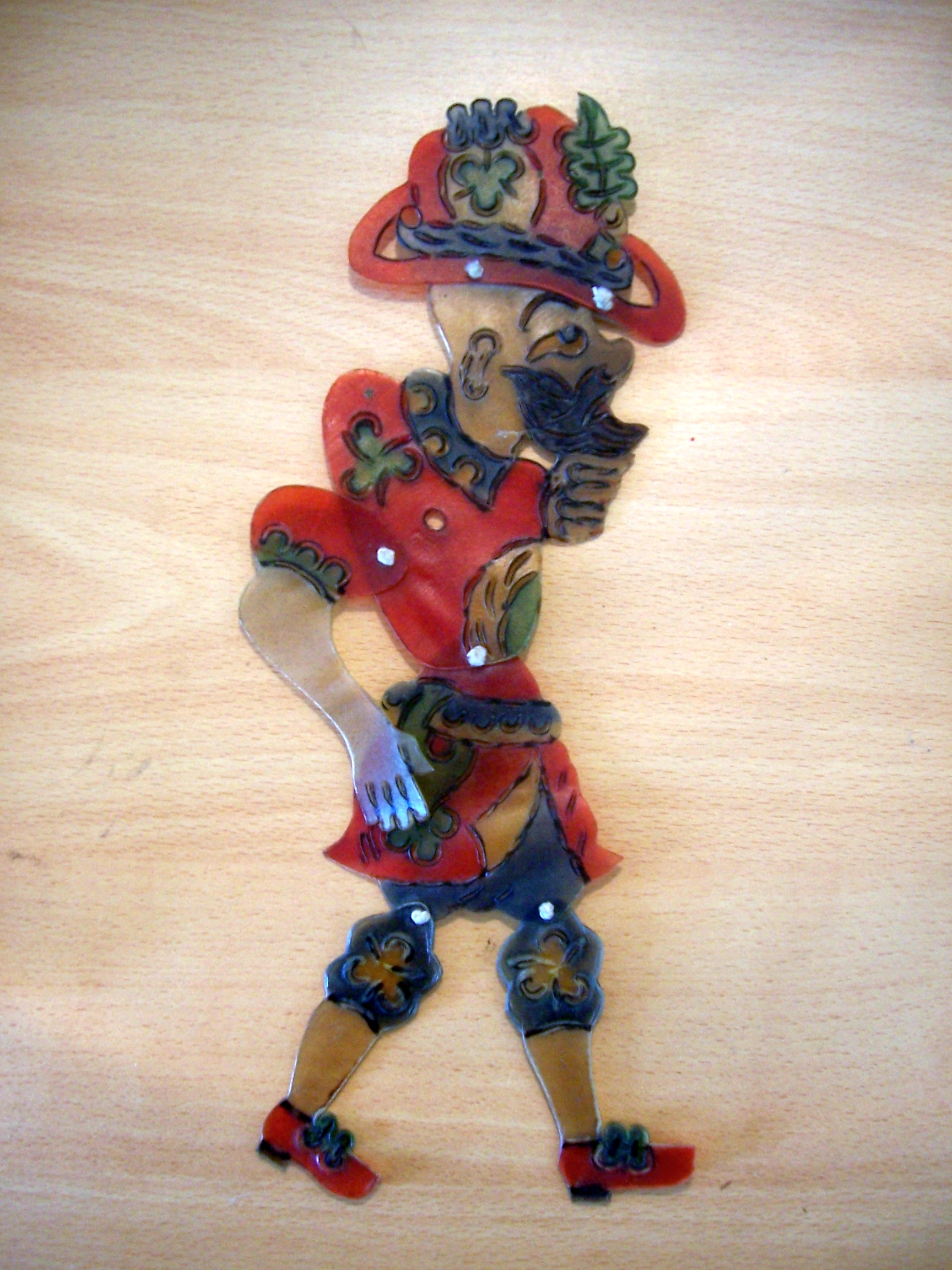
Karaghiózis en cuir (Turquie)
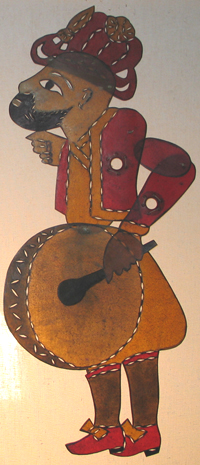
Karaghiózis (Istanbul)
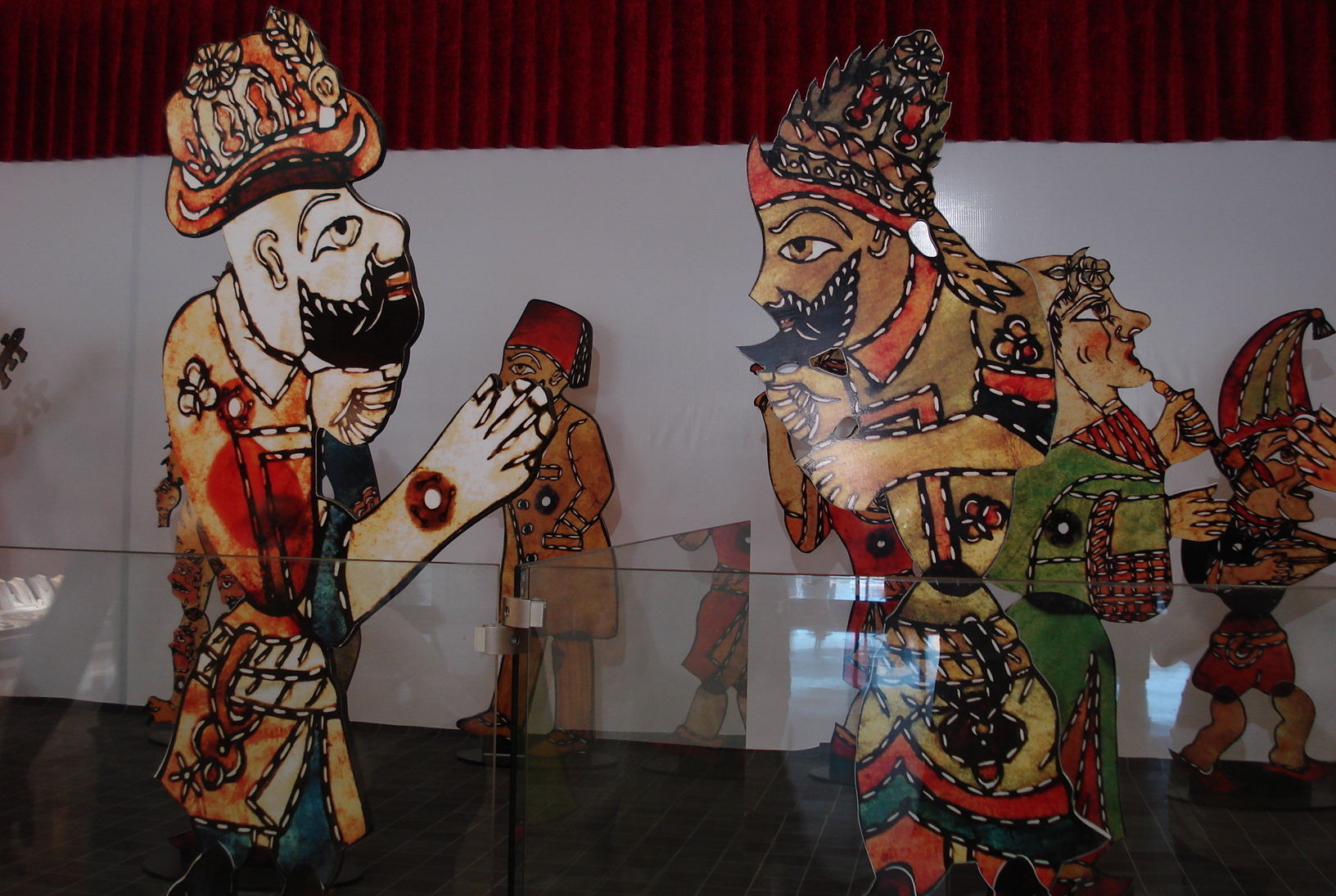
Karaghiózis et Hatziavátis (Turquie)
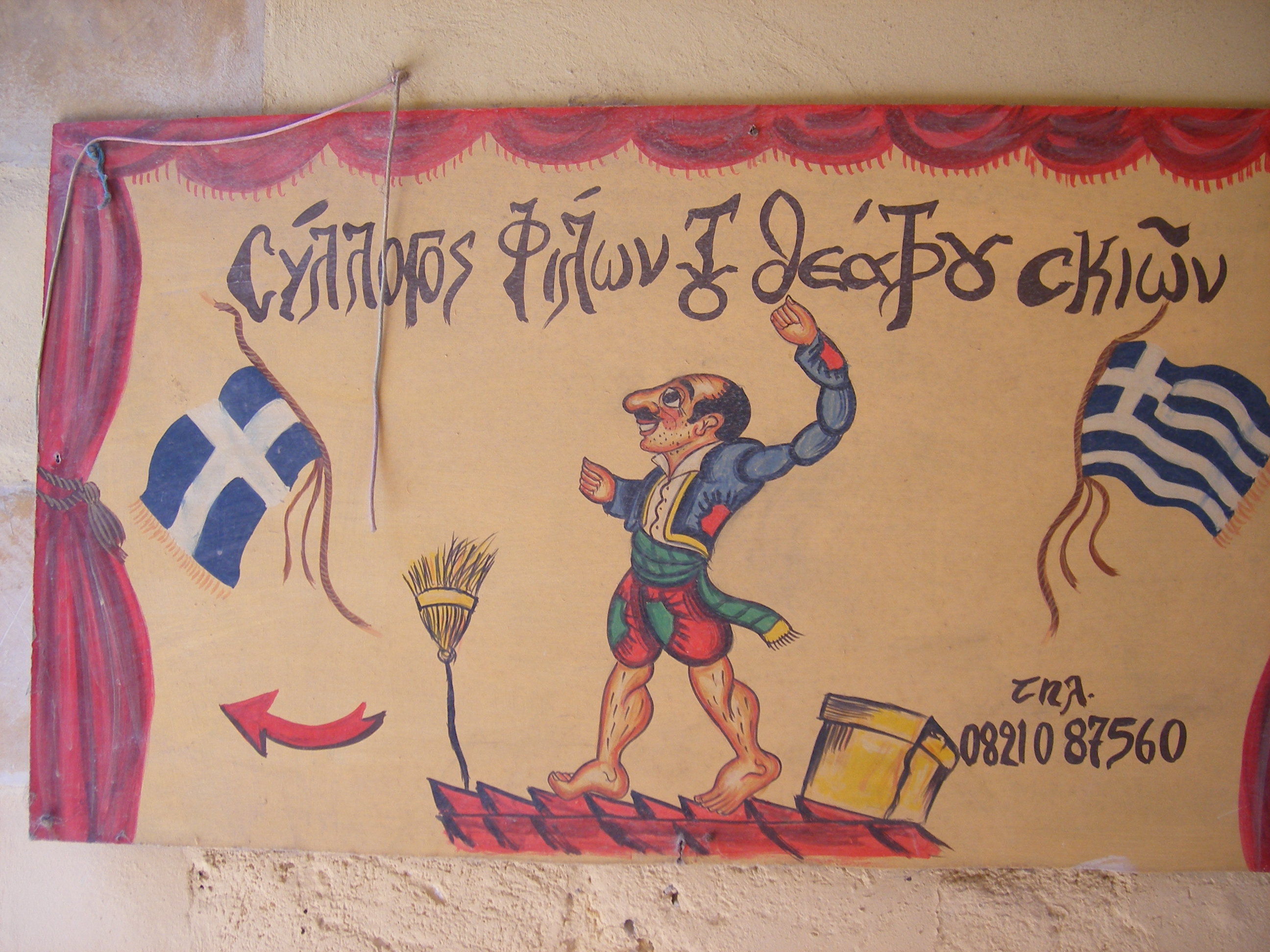
Karaghiózis (La Canée, Crète)
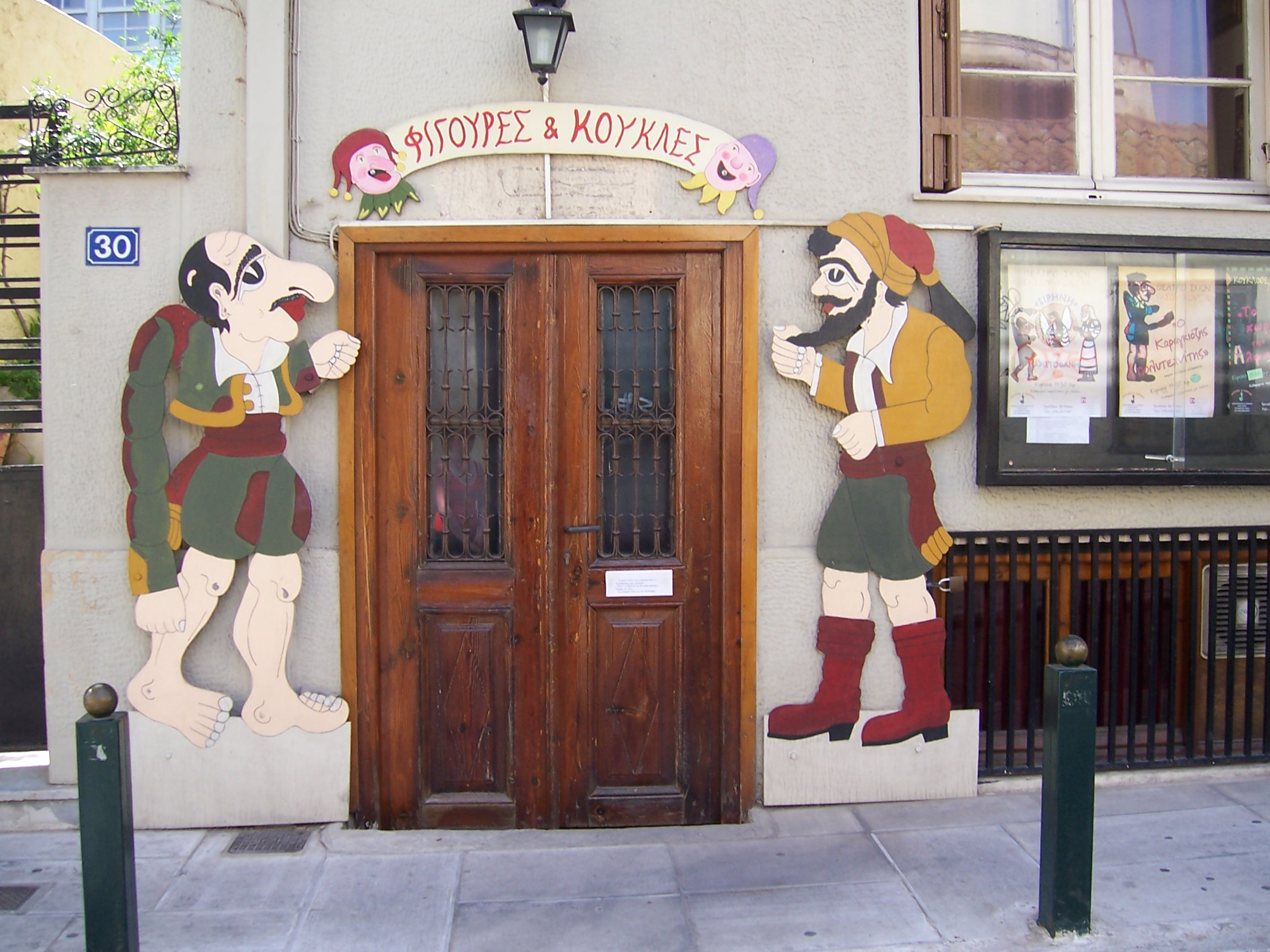
Karaghiózis et Hatziavátis (Athènes, Grèce)